# Komiteen for genvalg af præsidenten
Komiteen for genvalg af præsidenten, ofte henvist til som CRP eller CREEP, havde som mål at genvælge Richard Nixon til Det Hvide Hus ved præsidentvalget i 1972. Denne organisation var involveret i Watergateskandalen.
| Forening eller organisation | Spire Denne artikel om en forening eller organisation er en spire som bør udbygges. Du er velkommen til at hjælpe Wikipedia ved at udvide den. |